# French Open 1992
Die 91. French Open 1992 waren ein Tennis-Sandplatzturnier der Klasse Grand Slam, das von der ITF veranstaltet wurde. Es fand vom 25. Mai bis 7. Juni 1992 in Roland Garros, Paris, Frankreich statt.
Titelverteidiger im Einzel waren Jim Courier bei den Herren sowie Monica Seles bei den Damen. Im Herrendoppel waren John Fitzgerald und Anders Järryd, im Damendoppel Gigi Fernández und Jana Novotná und im Mixed Helena Suková und Cyril Suk die Titelverteidiger.

## Herreneinzel

### Setzliste
| Nr. | Spieler          | Erreichte Runde |
| --- | ---------------- | --------------- |
| 01. | Jim Courier      | Sieg            |
| 02. | Stefan Edberg    | 3. Runde        |
| 03. | Pete Sampras     | Viertelfinale   |
| 04. | Michael Stich    | 3. Runde        |
| 05. | Michael Chang    | 3. Runde        |
| 06. | Guy Forget       | 2. Runde        |
| 07. | Petr Korda       | Finale          |
| 08. | Goran Ivanišević | Viertelfinale   |

| Nr. | Spieler          | Erreichte Runde |
| --- | ---------------- | --------------- |
| 09. | Carlos Costa     | Achtelfinale    |
| 10. | Ivan Lendl       | 2. Runde        |
| 11. | Andre Agassi     | Halbfinale      |
| 12. | Richard Krajicek | 3. Runde        |
| 13. | Aaron Krickstein | 3. Runde        |
| 14. | Alexander Wolkow | 3. Runde        |
| 15. | Brad Gilbert     | 1. Runde        |
| 16. | Jakob Hlasek     | 1. Runde        |

## Dameneinzel

### Setzliste
| Nr. | Spielerin                 | Erreichte Runde |
| --- | ------------------------- | --------------- |
| 01. | Monica Seles              | Sieg            |
| 02. | Steffi Graf               | Finale          |
| 03. | Gabriela Sabatini         | Halbfinale      |
| 04. | Arantxa Sánchez Vicario   | Halbfinale      |
| 05. | Jennifer Capriati         | Viertelfinale   |
| 06. | Mary Joe Fernández        | 3. Runde        |
| 07. | Conchita Martínez         | Viertelfinale   |
| 08. | Manuela Maleewa-Fragnière | 3. Runde        |

| Nr. | Spielerin        | Erreichte Runde |
| --- | ---------------- | --------------- |
| 09. | Anke Huber       | 2. Runde        |
| 10. | Jana Novotná     | Achtelfinale    |
| 11. | Katerina Maleewa | 2. Runde        |
| 12. | Nathalie Tauziat | Achtelfinale    |
| 13. | Mary Pierce      | Achtelfinale    |
| 14. | Kimiko Date      | Achtelfinale    |
| 15. | Leila Mes’chi    | Achtelfinale    |
| 16. | Sabine Appelmans | 2. Runde        |

## Herrendoppel

### Setzliste
| Nr. | Paarung                        | Erreichte Runde |
| --- | ------------------------------ | --------------- |
| 01. | John Fitzgerald Anders Järryd  | 2. Runde        |
| 02. | Todd Woodbridge Mark Woodforde | Achtelfinale    |
| 03. | Grant Connell Glenn Michibata  | 2. Runde        |
| 04. | Kelly Jones Rick Leach         | 1. Runde        |
| 05. | Tom Nijssen Cyril Suk          | 2. Runde        |
| 06. | Scott Davis David Pate         | 1. Runde        |
| 07. | Ken Flach Todd Witsken         | 2. Runde        |
| 08. | Wayne Ferreira Piet Norval     | Achtelfinale    |

| Nr. | Paarung                             | Erreichte Runde |
| --- | ----------------------------------- | --------------- |
| 09. | Jim Grabb Richey Reneberg           | Viertelfinale   |
| 10. | Steve DeVries David Macpherson      | 2. Runde        |
| 11. | Luke Jensen Laurie Warder           | Viertelfinale   |
| 12. | Javier Frana Leonardo Lavalle       | Achtelfinale    |
| 13. | Sergio Casal Emilio Sánchez Vicario | 1. Runde        |
| 14. | Kent Kinnear Sven Salumaa           | 2. Runde        |
| 15. | Patrick Galbraith Patrick McEnroe   | Achtelfinale    |
| 16. | Mark Kratzmann Wally Masur          | Halbfinale      |

## Damendoppel

### Setzliste
| Nr. | Paarung                                   | Erreichte Runde |
| --- | ----------------------------------------- | --------------- |
| 01. | Jana Novotná Larisa Savchenko-Neiland     | Halbfinale      |
| 02. | Gigi Fernández Natallja Swerawa           | Sieg            |
| 03. | Mary Joe Fernández Zina Garrison          | 1. Runde        |
| 04. | Conchita Martínez Arantxa Sánchez Vicario | Finale          |
| 05. | Katrina Adams Manon Bollegraf             | Viertelfinale   |
| 06. | Lori McNeil Nicole Provis                 | Viertelfinale   |
| 07. | Sandy Collins Elna Reinach                | Achtelfinale    |
| 08. | Jill Hetherington Kathy Rinaldi           | Achtelfinale    |

| Nr. | Paarung                                           | Erreichte Runde |
| --- | ------------------------------------------------- | --------------- |
| 09. | Patty Fendick Andrea Strnadová                    | 2. Runde        |
| 10. | Leila Mes’chi Mercedes Paz                        | 1. Runde        |
| 11. | Rosalyn Fairbank-Nideffer Raffaella Reggi-Concato | Achtelfinale    |
| 12. | Sabine Appelmans Claudia Porwik                   | Achtelfinale    |
| 13. | Isabelle Demongeot Nathalie Tauziat               | Viertelfinale   |
| 14. | Mary Pierce Patricia Tarabini                     | Viertelfinale   |
| 15. | Katerina Maleewa Barbara Rittner                  | Achtelfinale    |
| 16. | Claudia Kohde-Kilsch Judith Wiesner               | 1. Runde        |

## Mixed

### Setzliste
| Nr. | Paarung                                 | Erreichte Runde |
| --- | --------------------------------------- | --------------- |
| 01. | John Fitzgerald Jana Novotná            | 2. Runde        |
| 02. | Todd Woodbridge Arantxa Sánchez Vicario | Sieg            |
| 03. | Cyril Suk Larisa Savchenko-Neiland      | Viertelfinale   |
| 04. | Mark Woodforde Nicole Provis            | Halbfinale      |
| 05. | Kelly Jones Gigi Fernández              | 2. Runde        |
| 06. | Tom Nijssen Manon Bollegraf             | Halbfinale      |
| 07. | Glenn Michibata Jill Hetherington       | Viertelfinale   |
| 08. | Rick Leach Kathy Rinaldi                | Achtelfinale    |

| Nr. | Paarung                         | Erreichte Runde |
| --- | ------------------------------- | --------------- |
| 09. | Todd Witsken Katrina Adams      | Achtelfinale    |
| 10. | Steve DeVries Patty Fendick     | Achtelfinale    |
| 11. | Piet Norval Sandy Collins       | 2. Runde        |
| 12. | David Macpherson Mercedes Paz   | Achtelfinale    |
| 13. | Mark Kratzmann Natallja Swerawa | Viertelfinale   |
| 14. | Laurie Warder Rennae Stubbs     | Achtelfinale    |
| 15. | Danie Visser Elna Reinach       | 2. Runde        |
| 16. | Byron Talbot Isabelle Demongeot | 2. Runde        |